# Bódi Katalin (festő)
Bódi Katalin (művésznevén Bó Katalin; asszonyneve Bódi Jenőné) Salgótarján, 1950. október 4. –) autodidakta festőművész.

## Életútja, munkássága
Ötgyermekes zenész cigány családban született, korán hajlamot érzett a rajz és a festés irányában, annál is inkább, mert Balázs János híres festő szomszédságában laktak. Azonban a család és az iskola más utat jelölt a számára, Salgótarján Kereskedelmi és Vendéglátóipari Szakközépiskolájában érettségizett, a városban ő volt az első roma gyerek, aki ezt elérte. Szakács és cukrász képzettséget szerzett, szakmájában helyezkedett el és dolgozott nyugdíjas koráig. 1971-től a Nemzeti Szállóban, aztán a Fészek Klubban, majd a Merkúr Étteremben a hidegkonyhát vezette, innen vonult nyugdíjba.
Férje a neves brácsás Bódi Jenő volt, kinek 1992-ben bekövetkezett halála után Bódi Jenőné fakanál helyett ecsetet vett a kezébe, s gyakorolta a portréfestést és a magyar cigányok kulturális hagyományainak megörökítését. Sokat tett saját fejlődése érdekében, rendszeresen eljárt a Cigány Ház képzőművészeti alkotótáboraiba. Több alkalommal beválogatták képeit a Balázs János Galéria csoportos kiállításaira. 2004-ben szerepeltek képei az Elhallgatott holokauszt című kiállításon a Műcsarnokban, képeivel egy drezdai tárlatra is eljutott, s további itthoni kiállító termekbe. Külön kiemelkedik alkotásai közül az Apa és fia című kép, amely az értelmetlen tatárszentgyörgyi roma gyilkosságoknak állít emléket.

## Képei a 2009-es Cigány festők című albumból

### Arcképek
- Körforgás (olaj, farost, 60x80 cm, 2009)
- Teremtés (olaj, farost, 60x45 cm, 1994)
- Madonna gyermekkel (olaj, farost, 40x50 cm, 2008)
- Egyiptom (olaj, farost, 45x48 cm, 2006)
- Emberek (olaj, vászon, 136x70 cm, 2003)
- Arcok (olaj, farost, 50x62 cm, 2006)
- Élet-piramis (olaj, farost, 60x68 cm, 2006)

### Cigány kultúra
- Apa és fia : temetés (olaj, vászon, 100x62 cm, 2009)[1][2]